# Minimum (bok)
Minimum är en bok av filosofen Hans Larsson som utkom 1935. Den var hans sista bok.  
Boken var enligt inledningen ett försök att skapa orientering i samtidens debatt, utreda konsekvenser av olika teorier och finna ett minimum att enas om. Den inleds med manuskriptet till ett tal som Larsson höll för studenter i Lund 1932 och fortsätter med uppsatser som på olika sätt går att ansluta till talet. Vissa av uppsatserna hade tidigare publicerats annorstädes. 
I sin sista bok kopplar Hans Larsson samman gemenskapstemat från föregående verk, Gemenskap (1932), med begreppet humanism. Humanismens kärna beskrivs som:  
| ”                              | Detta, att naturen har immanenta lagar, vilka kräva samstämmighet mellan drifterna inom oss och samstämmighet mellan människorna inbördes. | „ |
| – Hans Larsson, Minimum (1935) | |   |

På så vis uppfattas humanismen av Larsson som förankrad i objektiva sakförhållanden i människans natur, oberoende av metafysiska ståndpunkter. 

## Innehåll
- Vid Lunds studenters Tegnérsfest den 4 oktober 1932
- Utan mening
- För att...
- Djuret, odjuret, människan
- Sunda förnuftets kris
- "Jag sitter vid mitt bord"
- Naturen vill
- Eld
- Eviga sanningar
- Varför är det orätt?
- Omvärdering och avvärdering
- Hur långt är objektiv värdering möjlig?
- Adam Smiths fiktion
- Hälftensanningar
- Eros och Agape
- Kärlekens arter
- Anti-idealistisk teologi
- Osjälviskhet
- Rättskultur
- Historiens dom
- Humanism
- Ismerna
- Spårväxling
- Diplomatfilosofi
- Den näst bäste
- Örnar
- Det onda